# Alpine Ski-Juniorenweltmeisterschaften 1990
Die 9. Alpinen Ski-Juniorenweltmeisterschaften fanden vom 21. bis 25. März 1990 in Zinal im Kanton Wallis in der Schweiz statt.

## Männer

### Abfahrt
| Platz | Land | Sportler            | Zeit (min) |
| ----- | ---- | ------------------- | ---------- |
| 1     | NOR  | Kjetil André Aamodt | 1:19,42    |
| 2     | NOR  | Lasse Kjus          | 1:19,76    |
| 3     | ITA  | Giovanni Feltrin    | 1:20,91    |
| 4     | AUT  | Eric Wolf           | 1:21,00    |
| 5     | AUT  | Werner Franz        | 1:21,09    |
| 6     | AUT  | Christian Mayer     | 1:21,14    |

Datum: 21. März

### Super-G
| Platz | Land | Sportler                       | Zeit (min) |
| ----- | ---- | ------------------------------ | ---------- |
| 1     | NOR  | Kjetil André Aamodt            | 1:24,30    |
| 2     | ITA  | Norman Bergamelli              | 1:25,43    |
| 3     | NOR  | Lasse Kjus                     | 1:25,46    |
| 4     | NOR  | Harald Christian Strand Nilsen | 1:26,20    |
| 5     | YUG  | Jure Košir                     | 1:26,21    |
| 6     | AUT  | Manfred Kleinlercher           | 1:26,25    |

Datum: 22. März

### Riesenslalom
| Platz | Land | Sportler            | Zeit (min) |
| ----- | ---- | ------------------- | ---------- |
| 1     | NOR  | Lasse Kjus          | 2:20,38    |
| 2     | NOR  | Kjetil André Aamodt | 2:20,63    |
| 3     | YUG  | Mitja Kunc          | 2:22,10    |
| 4     | FIN  | Janne Leskinen      | 2:22,42    |
| 5     | AUT  | Christian Mayer     | 2:22,86    |
| 6     | USA  | Erik Schlopy        | 2:22,87    |

Datum: 24. März

### Slalom
| Platz | Land | Sportler                       | Zeit (min) |
| ----- | ---- | ------------------------------ | ---------- |
| 1     | ITA  | Luigi Tacchini                 | 1:28,15    |
| 2     | NOR  | Kjetil André Aamodt            | 1:28,57    |
| 3     | NOR  | Lasse Kjus                     | 1:28,61    |
| 4     | ITA  | Paolo Varesco                  | 1:29,13    |
| 5     | FIN  | Janne Leskinen                 | 1:29,39    |
| 6     | NOR  | Harald Christian Strand Nilsen | 1:29,41    |

Datum: 25. März

### Kombination
| Platz | Land | Sportler            |
| ----- | ---- | ------------------- |
| 1     | NOR  | Kjetil André Aamodt |
| 2     | NOR  | Lasse Kjus          |
| 3     | FIN  | Janne Leskinen      |

Datum: 21./25. März
Die Kombination bestand aus der Addition der Ergebnisse aus Abfahrt, Riesenslalom und Slalom.

## Frauen

### Abfahrt
| Platz | Land | Sportlerin           | Zeit (min) |
| ----- | ---- | -------------------- | ---------- |
| 1     | URS  | Swetlana Gladyschewa | 1:25,48    |
| 2     | FRG  | Katja Seizinger      | 1:26,01    |
| 3     | URS  | Warwara Zelenskaja   | 1:26,02    |
| 4     | SUI  | Corinne Rey-Bellet   | 1:26,28    |
| 5     | ITA  | Andrea Raffeiner     | 1:26,39    |
| 6     | FRG  | Martina Ertl         | 1:26,42    |

Datum: 21. März

### Super-G
| Platz | Land | Sportlerin           | Zeit (min) |
| ----- | ---- | -------------------- | ---------- |
| 1     | FRG  | Katja Seizinger      | 1:10,12    |
| 2     | URS  | Swetlana Gladyschewa | 1:10,25    |
| 3     | FRG  | Martina Osterried    | 1:10,63    |
| 4     | SUI  | Corinne Rey-Bellet   | 1:10,81    |
| 5     | URS  | Warwara Zelenskaja   | 1:10,82    |
| 6     | FRA  | Leatitia Dalloz      | 1:10,96    |

Datum: 22. März

### Riesenslalom
| Platz | Land | Sportlerin        | Zeit (min) |
| ----- | ---- | ----------------- | ---------- |
| 1     | AUT  | Manuela Umele     | 2:23,17    |
| 2     | FRG  | Katja Seizinger   | 2:23,25    |
| 3     | ITA  | Andrea Raffeiner  | 2:23,96    |
| 4     | USA  | Julie Parisien    | 2:24,01    |
| 5     | FRG  | Martina Osterried | 2:24,44    |
| 6     | AUT  | Manuela Lieb      | 2:24,76    |

Datum: 23. März

### Slalom
| Platz | Land | Sportlerin            | Zeit (min) |
| ----- | ---- | --------------------- | ---------- |
| 1     | SUI  | Katrin Neuenschwander | 1:06,79    |
| 2     | FRA  | Anouk Barnier         | 1:07,89    |
| 3     | NZL  | Annelise Coberger     | 1:08,20    |
| 4     | CAN  | Edith Rozsa           | 1:08,41    |
| 5     | USA  | Picabo Street         | 1:08,46    |
| 6     | YUG  | Urška Hrovat          | 1:08,57    |

Datum: 24. März

### Kombination
| Platz | Land | Sportler              |
| ----- | ---- | --------------------- |
| 1     | SUI  | Katrin Neuenschwander |
| 2     | FRG  | Katja Seizinger       |
| 3     | AUT  | Anja Haas             |

Datum: 21./24. März
Die Kombination bestand aus der Addition der Ergebnisse aus Abfahrt, Riesenslalom und Slalom.

## Medaillenspiegel
| Platz | Land           | Gold | Silber | Bronze | Gesamt |
| ----- | -------------- | ---- | ------ | ------ | ------ |
| 1     | Norwegen       | 4    | 4      | 2      | 10     |
| 2     | Schweiz        | 2    | –      | –      | 2      |
| 3     | BR Deutschland | 1    | 3      | 1      | 5      |
| 4     | Italien        | 1    | 1      | 2      | 4      |
| 5     | Sowjetunion    | 1    | 1      | 1      | 3      |
| 6     | Österreich     | 1    | –      | 1      | 2      |
| 7     | Frankreich     | –    | 1      | –      | 1      |
| 8     | Jugoslawien    | –    | –      | 1      | 1      |
| 8     | Neuseeland     | –    | –      | 1      | 1      |
| 8     | Finnland       | –    | –      | 1      | 1      |